# Latenivenatrix
Latenivenatrix (que significa "caçadora escondida") é um género de troodontídeo conhecido a partir de uma espécie, L. mcmasterae, descrita em 2017 a partir de restos anteriormente identificados como Troodonte. Com uma estimativa do comprimento do crânio de 45 centímetros (18 pol) e um comprimento de corpo de 3–3,5 metros (9,8–11 pé), Latenivenatrix é o maior troodontídeo conhecido.

## Descoberta e espécimes
O holótipo de Latenivenatrix (CMN 12340) foi descrito originalmente em 1969 por Alan Dale Russell e encaminhado por ele para o género Stenonychosaurus. Em 1987, ele foi encaminhado para o Troodon. Tinha sido coletados em 1968 por Irene Vanderloh no Parque de Formação de Dinosauros estratos de Alberta, no sul do Canadá. A amostra tinha preservados alguns ossos do crânio (frontals, parietals, postorbital, basioccipital e basisphenoid), quatro vértebras e quatro costelas, algumas divisas e gastralia, membros anteriores bastante completos e membros posteriores incompletos.
Além disso, três amostras adicionais provenientes de uma mesma localidade são referidos à mesma espécie. Estes incluem UALVP 55804 (uma pélvis parcial), a TMP 1982.019.0023 (um crânio parcial), e TMP 1992.036.575 (parte direita da mandibula e vários metatarsos esquerdos).
Como Latenivenatrix podem ser distintos de Stenonychosaurus devido à estrutura dos seus frontais e metatarso III, vários exemplos isolados destes tipos de ossos também têm sido referidos ao Latenivenatrix. Espécimes frontais incluem CMN 12340, TMP 1979.008.0001, TMP 1980.016.1478, TMP 1986.036.0004, e UALVP 55285, juntamente com um metatarso III (TMP 1997.133.0008).

## Descrição

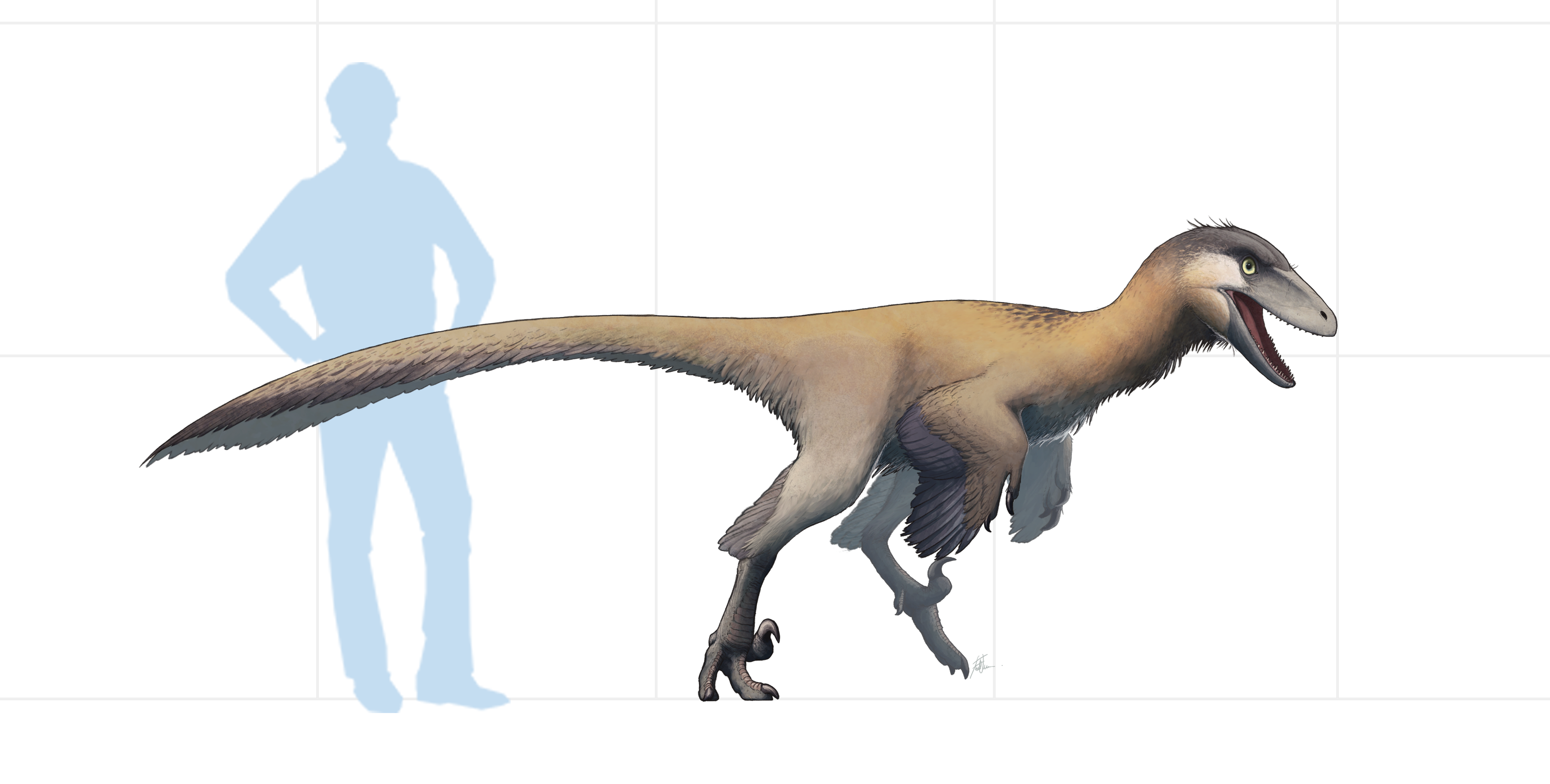
Restauração com humano à escala

Latenivenatrix pode ser distinguido de outros troodontideos graças às seguintes características diagnósticas (autapomorficas) residentes na pelve:
- O púbis é retrovertido formando um 17° ângulo;
- O eixo púbico é curvado anteriormente;
- Uma grande cicatriz muscular na superfície lateral do púbis do eixo está presente, ligeiramente proximal para o púbico de inicialização (isto é visto também em dromaeosaurid Hesperonychus).
Outras características que distinguem Latenivenatrix de outros derivados troodontideos (particularmente do seu parente Stenonychosaurus) são:
- A forma triangular de cada osso frontal, que também não tem um único sulco profundo na superfície de contacto frontonasal;
- Superfície côncava anterior do metatarso III. Enquanto essa característica é claramente ausente em outros derivados troodontideos como Saurornithoides, Talos, Urbacodon e Stenonychosaurus, parece estar presente em Philovenator assim como não claramente verificável em diversas espécies.

## Filogenia
Latenivenatrix foi determinado ser um derivado troodontideo (parte do recém-definido Troodontinae), provavelmente relacionada com formas Asiáticas, tais como Linhevenator e Philovenator.

## Paleobiology
Latenivenatrix é o maior troodontideo conhecido, com um comprimento total máximo do corpo de 3,5 m (11,5 pés). Sendo um derivado troodontideo, foi, provavelmente, um bípede semi-omnívoro com a perda das habilidades de um voador primitivo. O seu papel ecológico foi, provavelmente, distinto do de Stenonychosaurus, outro tipo menor de troodontideo conhecido da mesma formação. As duas espécies podem ser diferenciadas pelas características morfológicas acima mencionadas.

### Paleopatologia
Um osso parietal catalogado como TMP 79.8.1 tem um "abertura patológica". Em 1985, Phil Currie, propôs a hipótese de que esta abertura foi causado por um cisto, mas, em 1999, Tanke e Rothschild interpretaram-na como uma possível ferida de dentada. Uma cria amostra poderá ter sofrido um defeito congénito, resultando na parte frontal da sua mandíbula ser torcida.